# 斯文·约翰松 (皮划艇运动员)
斯文·约翰松（瑞典語：Sven Johansson，1912年6月10日—1953年8月5日），瑞典男子皮划艇运动员。他曾代表瑞典参加1936年夏季奥林匹克运动会皮划艇比赛，联同埃里克·布拉德斯特伦获得一枚金牌。